# 큰 사전
《큰 사전》은 한글 학회가 만든 한국어 사전이다.

## 역사
1929년 조선어사전편찬회가 발족된 것이 시작이다. 1942년 조선어학회 사건으로 사전 편찬 작업이 중단되었다.
조선어학회 사건으로 일본 경찰에 압수됐던 사전 원고가 해방 후인 1945년 9월 8일 경성역 조선통운 창고에서 발견되었다.
조선어학회는 1947년 《조선말 큰사전》 1권을, 1949년 2권을 간행했다. 종이 등의 물자를 록펠러 재단으로부터 원조를 받았다. 조선어학회가 한글 학회로 이름을 바꾸면서 1950년 간행한 3권부터는 《큰 사전》으로 이름이 바뀌었다.
1950년 한국 전쟁으로 한글 학회 회관 건물이 전소되는 등 피해를 입어 사전 간행이 중단되었다. 또한 1953년 한글 간소화 파동이 일어났는데, 이승만 당시 대통령은 그의 정책에 반대하는 한글 학회를 견제하기 위해 록펠러 재단의 원조를 막았다. 1955년 이승만이 이를 철회하면서 한글 학회는 다시 물자를 받을 수 있게 되었다.
1957년에 4·5·6권을 간행하면서 《큰 사전》이 완간되었다.

## 대중 문화
영화 《말모이》(2019)는 일제 강점기 때 조선어학회의 사전 편찬사를 기초로 만든 영화이다.